# Never Apologise Never Explain
Never Apologise Never Explain è un album in studio del gruppo musicale nordirlandese Therapy?, pubblicato nel 2004.

## Tracce
1. Rise Up (Make Yourself Well) – 2:49
2. Die Like a Motherfucker – 2:42
3. Perish the Thought – 3:41
4. Here Be Monsters – 2:45
5. So-Called Life – 3:10
6. Panic – 2:03
7. Polar Bear – 3:40
8. Rock You Monkeys – 3:06
9. Dead – 2:37
10. Long Distance – 3:32
11. This Ship Is Sinking – 3:18
12. Save the Sermon – 3:03
13. Last One to Heaven's a Loser – 3:22

## Formazione
- Andy Cairns – voce, chitarra
- Neil Cooper – batteria
- Michael McKeegan – basso